# Толлмедж (Огайо)
Толлмедж (англ. Tallmadge) — місто (англ. city) в США, в округах Самміт і Портадж штату Огайо. Населення — 18 394 особи (2020).

## Географія
Толлмедж розташований за координатами 41°6′22″ пн. ш. 81°25′32″ зх. д. / 41.10611° пн. ш. 81.42556° зх. д. (41.106119, -81.425596).  За даними Бюро перепису населення США в 2010 році місто мало площу 36,31 км², з яких 36,25 км² — суходіл та 0,06 км² — водойми.

## Демографія
Згідно з переписом 2010 року, у місті мешкало 17 537 осіб у 7026 домогосподарствах у складі 4932 родин. Густота населення становила 483 особи/км².  Було 7413 помешкання (204/км²).
Расовий склад населення:
| - 93,6 % — білих - 3,3 % — чорних або афроамериканців - 1,0 % — азіатів - 0,3 % — корінних американців - 0,1 % — вихідців з тихоокеанських островів |

До двох чи більше рас належало 1,5 %. Частка іспаномовних становила 1,0 % від усіх жителів.
За віковим діапазоном населення розподілялося таким чином: 21,6 % — особи молодші 18 років, 58,9 % — особи у віці 18—64 років, 19,5 % — особи у віці 65 років та старші. Медіана віку мешканця становила 45,1 року. На 100 осіб жіночої статі у місті припадало 91,5 чоловіків;  на 100 жінок у віці від 18 років та старших — 88,3 чоловіків також старших 18 років.
Середній дохід на одне домашнє господарство  становив 70 183 долари США (медіана — 54 078), а середній дохід на одну сім'ю — 83 031 долар (медіана — 68 051). Медіана доходів становила 51 700 доларів для чоловіків та 40 717 доларів для жінок. За межею бідності перебувало 12,6 % осіб, у тому числі 23,4 % дітей у віці до 18 років та 5,8 % осіб у віці 65 років та старших.
Цивільне працевлаштоване населення становило 8111 осіб. Основні галузі зайнятості: освіта, охорона здоров'я та соціальна допомога — 23,9 %, виробництво — 14,3 %, мистецтво, розваги та відпочинок — 9,4 %, науковці, спеціалісти, менеджери — 9,3 %.